# László Széles
Pour les articles homonymes, voir Szeles.
Dans le nom hongrois Széles László, le nom de famille précède le prénom, mais cet article utilise l’ordre habituel en français László Széles, où le prénom précède le nom.
László Széles, né à Fehérgyarmat (Hongrie) le 15 novembre 1966, est un acteur hongrois.

## Récompenses et distinctions
- 2002 : prix Mari Jászai